# Armoiries de Grenoble
 (juillet 2011).
Si vous disposez d'ouvrages ou d'articles de référence ou si vous connaissez des sites web de qualité traitant du thème abordé ici, merci de compléter l'article en donnant les références utiles à sa vérifiabilité et en les liant à la section « Notes et références ».

Blason de Grenoble : d'or à trois roses de gueules.

Les armes de Grenoble sont d'or aux trois roses de gueules. L'origine de ce blason varie selon les historiens. Pour Auguste Bouchayer (1874-1943), un des pionniers de la « houille blanche », les trois roses rouges seraient l’emblème des saints martyrs : saint Vincent, patron du diocèse de Grenoble ; saint André, patron des Dauphins ; saint Jean-Baptiste, patron des citadins. Les trois roses seraient la représentation symbolique des trois autorités qui, au Moyen Âge, gouvernaient la cité.

## Trois roses pour trois saints représentant trois tutelles
Grenoble était placée sous l’autorité de deux pouvoirs rivaux à partir du XIe siècle, celui de l’évêque et celui du Dauphin. Au XIIIe siècle, apparaît une troisième tutelle, celle des consuls. Élus par les habitants et défenseurs des libertés et des franchises qui leur avaient été accordées par les deux co-seigneurs.
Cette hypothèse vraisemblable contredit la version du père Ménestrier (1631-1705), jésuite et savant en sciences héraldiques, qui estimait que les trois roses évoquaient les roses d’or que le Pape avait coutume de bénir à la messe du quatrième dimanche de Carême.

## «Officielles» depuis trois siècles
Au XVe siècle, le sceau de la ville de Grenoble, un des plus anciens de France, ne reprend pas la symbolique des roses mais représente la cathédrale avec la mitre épiscopale (l’évêque), l'église Saint-André un dauphin (le Dauphin) et enfin la Tour de l'Isle, achevée en 1401 qui fut le premier Hôtel de Ville (les consuls). Les trois roses en sont certes absentes mais ceux qu’elles sont censées représenter apparaissent de façon figurative.
Grenoble ne s’ornera d’armoiries aux trois roses qu’au XVIe siècle. Une gravure de la ville, éditée en 1575 par François de Belleforest, reprend cette symbolique. Toutefois, il faudra attendre le 13 juin 1698 pour que les armoiries aux trois roses soient enregistrées à l’Armorial général de France à la suite d'un ordre de Louis XIV. La ville de Grenoble les enregistra selon l’intitulé : « Armoiries peintes et figurées d’or à trois roses de gueules posées 2 et 1, surmontées d’une couronne murale d’or ».

## De la Révolution à la Libération

Blason de Grenoble sous le 1er Empire (D'argent à trois roses de gueules, au chef de gueules à trois abeilles d'or)

À la Révolution, la Convention nationale décida en 1792 la suppression des armoiries et leur remplacement par un sceau représentant une femme appuyée sur un faisceau et tenant une lance surmontée du bonnet de la liberté. Les trois roses avaient vécu.
Avec l’Empire, les armoiries réapparurent. Grenoble récupéra ses trois roses en 1811, agrémentées de trois abeilles, d’un caducée et de l’aigle de l’Empereur.
Après la chute de l’Empire, Louis XVIII décida en 1814 que toutes les villes de France reprendraient les armoiries attribuées par les rois. Au milieu du XIXe siècle, les armoiries de Grenoble animèrent des batailles d’experts sur la couleur du fond : or ou argent. À terme, l’or original s’imposera.
La dernière des évolutions date de la Libération. Par décret du 4 mai 1944, le général de Gaulle décerna à Grenoble la croix de l'Ordre de la Libération. Comme l’attribution de cette distinction comporte également celle de la croix de guerre 1939-1945, Grenoble pouvait joindre à ses armoiries ces deux décorations.